# Десислава Танева
Десислава Жекова Танева е български политик от ГЕРБ. Народен представител от ГЕРБ в XLI, XLII, XLIII и XLIV народно събрание. Министър на земеделието и храните от 7 ноември 2014-а до 27 януари 2017 г. в правителството на ГЕРБ и Реформаторския блок. Министър на земеделието, храните и горите от 15 май 2019 г. в правителството на ГЕРБ и Обединените патриоти.

## Биография
Десислава Танева е родена на 9 юни 1972 г. в град Сливен. Завършила е висше икономическо образование в УНСС. От 1997 г. е изпълнителен директор на „Мел инвест холдинг“ АД и дъщерни дружества. „Бизнес дама“ на 1998 година. От учредяването на ПП ГЕРБ е областен координатор за Сливен. От 2007 до 2009 г. е председател на Общински съвет – Сливен.
На парламентарните избори в България през 2013 г. е водач от листата на ГЕРБ в 21 МИР – Сливен.
Председател е на Комисията по земеделието и горите в XLI НС от 29 юли 2009 до 14 март 2013 г.
Министър е на земеделието и храните от 7 ноември 2014 до 27 януари 2017 г.
От 10 май 2017-а до 15 май 2019 г. Десислава Танева е председател на Комисията по земеделието и храните в XLIV НС. На 15 май 2019 г. заменя Румен Порожанов на поста министър на земеделието, храните и горите.